# بامبانغا
بامبانغا (بالإنجليزية: Pampanga) هي محافظة تقع في الفلبين في لوزون الوسطى. يقدر عدد سكانها بـ 2,014,019 نسمة ومساحتها 2,062.47 كم2 .

## أعلام
- رومي دياز
- كيلسي ميريت
- توني فيرير
- ألان سالانجسانج
- إيليزا بينيدا